# El Ebro
El Ebro va ser un setmanari fundat per Demetrio Duque y Merino en Reinosa en 1884. El periòdic es va publicar entre 1884 i 1890 en la seva primera època, entre 1913 i 1918 en la seva segona època, i entre 1930 i possiblement l'esclat de la Guerra Civil en la seva tercera i última època, sent el primer de la seva classe publicat a la ciutat.
El Ebro es va imprimir tant en la seva primera època com en la segona en la impremta d'Arselí Irun de la capital campurriana, mentre que en la tercera etapa es va imprimir en la d'Antonio Andrey y Cía. (hereva de l'anterior) i en la d'El Lápiz de Oro.
En la seva primera època es van publicar 333 nombres, entre el 4 de maig de 1884 i el 28 de setembre de 1890, mentre que en la seva segona època van sortir 240 nombres, sent els seus refundadors Miguel Ruiz Duque, Emilio Fernández Argüeso i Santiago Arenal Martínez; en la tercera època el setmanari es va publicar amb el subtítol Semanario Republicano entre el 9 d'agost de 1930 i possiblement el començament de la guerra, sent Manuel Llano Rabanal qui va recuperar el periòdic.